# Pantoporia paona
Pantoporia paona är en fjärilsart som beskrevs av Robert Christopher Tytler 1915. Pantoporia paona ingår i släktet Pantoporia och familjen praktfjärilar. Inga underarter finns listade i Catalogue of Life.